# Kurt Neuburger

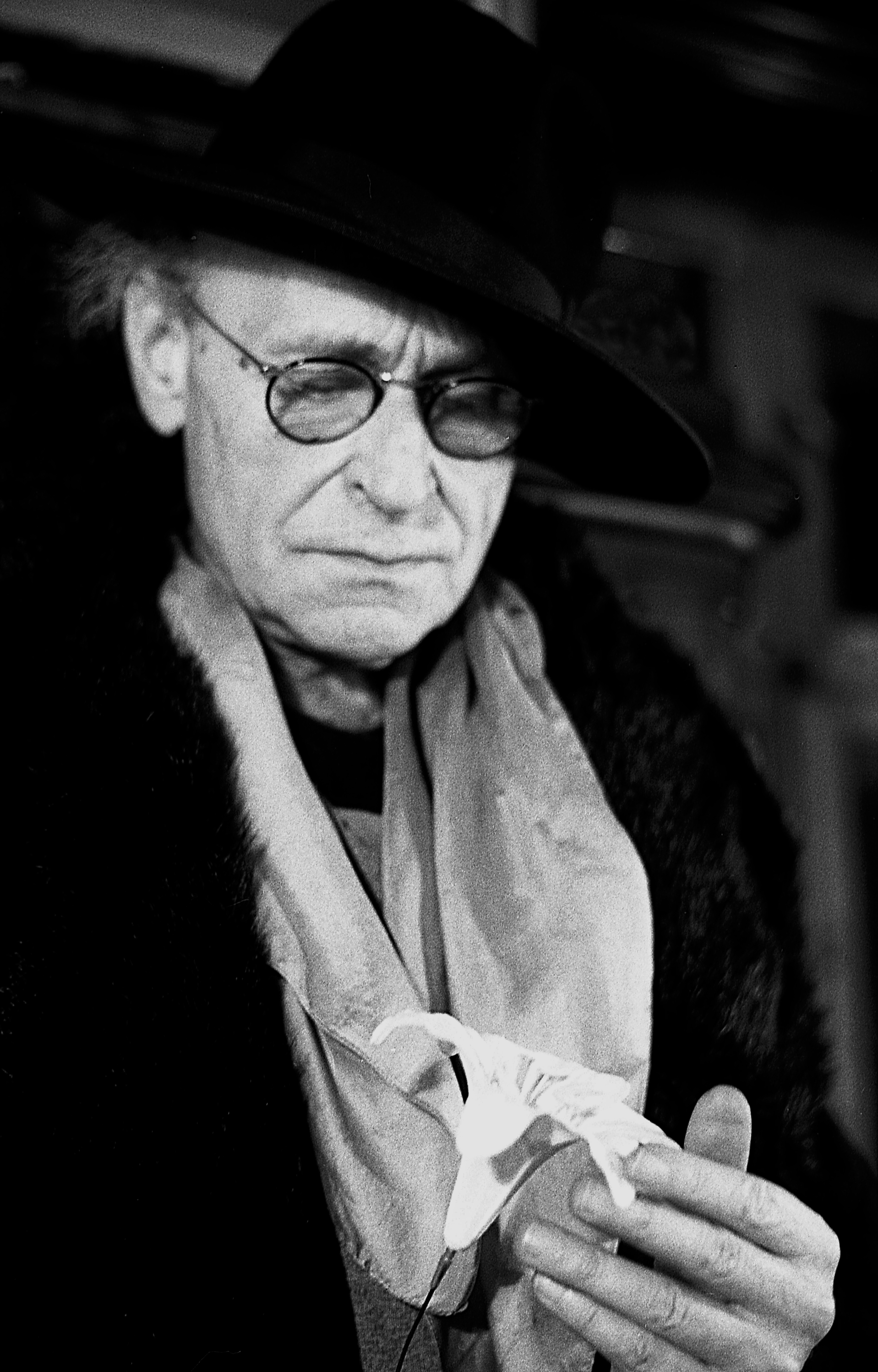
Kurt Neuburger 1974

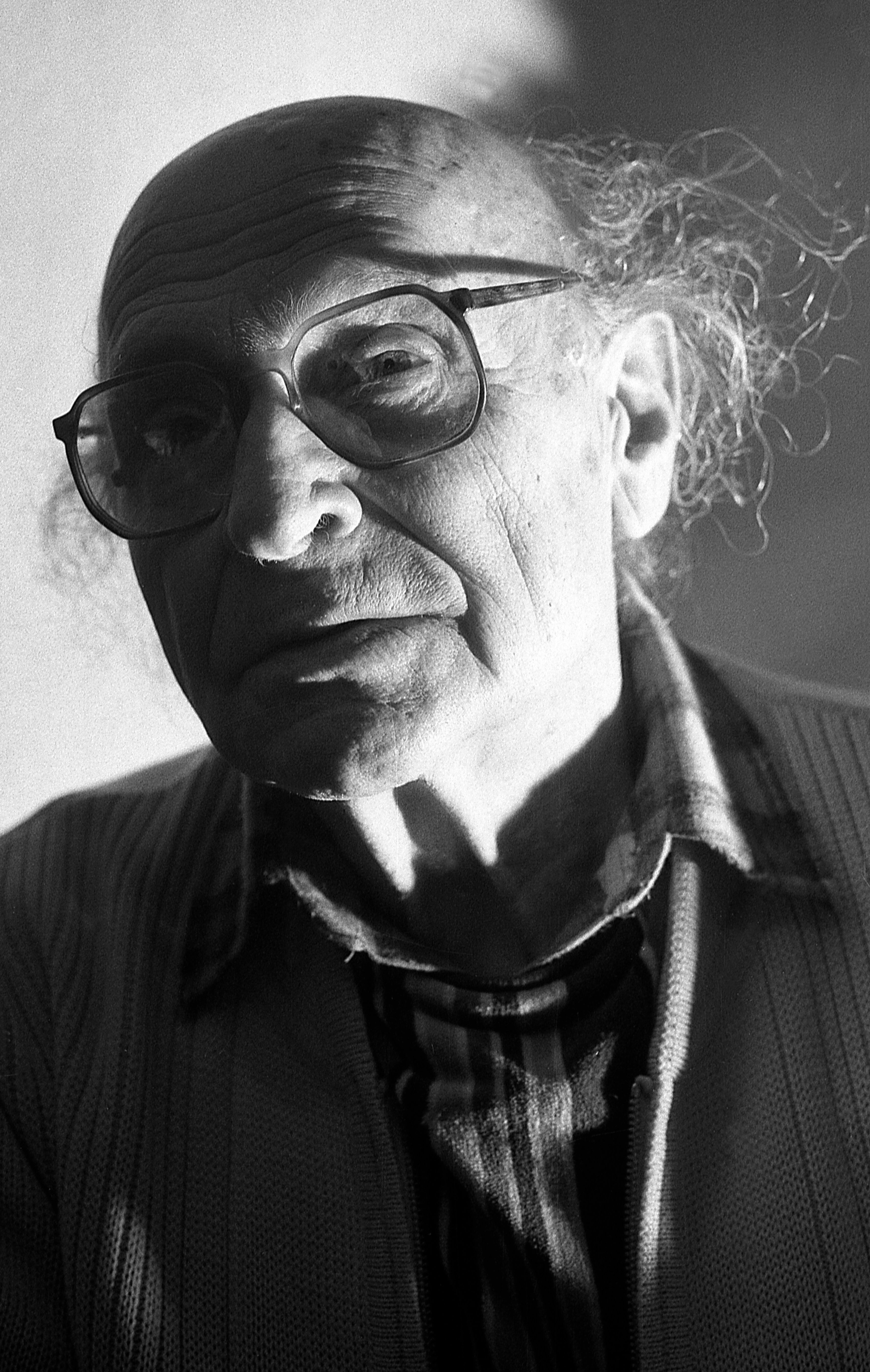
Kurt Neuburger o. D.

Ernst Wolfgang Kurt Neuburger (Pseudonym Kew Rubugener; * 1. November 1902 in Deutsch-Wilmersdorf; † 30. März 1996 in Berlin) war ein deutscher Schriftsteller.

## Leben
Kurt Neuburger war der Sohn des Lepidopterologen Wilhelm Neuburger und der Alice, geb. Grabow. Die Familie war evangelischer Konfession. Seine Eltern ließen sich 1908 scheiden. Neuburger wuchs danach in Gelsdorf bei Rostock auf, wo er eine Bühnenausbildung am Stadttheater absolvierte. Anschließend wirkte er als Dramaturg, Regisseur und Schauspieler an Bühnen in Lübeck, Breslau und Berlin. Daneben verfasste er Gedichte und gab von 1924 bis 1925 die Berliner Schwulen-Zeitschrift Die Fanfare. Für freies Menschentum heraus. Noch vor der Machtergreifung der Nazis gab Neuburger seine erlernten Berufe auf. Er entzog sich dem Wehrdienst unter Vorspiegelung einer Krankheit und bestritt seinen Lebensunterhalt fortan mit der von ihm gegründeten Kapelle Kurt Neuburger, mit der er in Ostseebädern auftrat.
Nach 1945 lebte Neuburger als freier Schriftsteller in Berlin. Er pflegte enge Kontakte zur Kreuzberger Bohème. Seit den 1950er Jahren versammelte sich in seiner Wohnung ein Kreis literarisch und künstlerisch Gleichgesinnter. Neuburger gehörte zum Kreis um die Galerie Die Zinke in Berlin-Kreuzberg und gründete 1960 die Literarische Werkstatt Kreuzberg.
Kurt Neuburger schrieb vorwiegend Gedichte. Er kreierte eine dem Haiku verwandte Gedichtform namens „Ritning“. Er schrieb auch Romane, Erzählungen, Essays, Theaterstücke und Hörspiele. 1964 erhielt er den von Harald Wieland gestifteten Wieland-Preis. Sein Nachlass mit zahlreichen ungedruckten Manuskripten befindet sich im Deutschen Literaturarchiv Marbach.

## Werke
- Die Leute von Turakarki. Eremitenpresse, Stierstadt im Taunus 1966.
- mit Johannes Vennekamp: Der Tod des Herrn Tarantel. Werkstatt Rixdorfer Drucke, Berlin 1967.
- Diesmal andersrum. Landschaft ohne Pocahontas. Werkstatt Rixdorfer Drucke, Berlin 1967 (Rixdorfer Drucke 8).
- Allerliebste Schulreformfarm. Kew Rubugener Gedichte, Dagmar von Doetinchem Graphik. Berlin 1967.
- Pusteblumen. Gedichte. Graphik Peter Kaufmann. Berlin 1968.
- Das Tor zum Garten von Adam und Eva. Edition der Galerie am Abend, Berlin 1969.
- Lesebuch. Gerüchte vom herzlichen Leben. Braun, Köln u. a. 1977, ISBN 3-88097-045-9.
- Wer füttert im Winter die Fliege im Bernstein. Braun, Köln 1977, ISBN 3-88097-064-5.
- Anfänge. LWK-Schriftenreihe. Neuburger, Berlin 1982.
- Der Wasserbüffel ließ sich nicht den Leitstrick durch die Nase ziehn. Ostasiatische Tagebuchblätter. Freitag, Berlin 1983, ISBN 3-88796-016-5.
- Gespräche vorm Ertrinken. 23 Gedichte und 2 Ritninge. World of Books, Worms, London 1983, ISBN 3-88325-316-2.
- Artisten oder Der Wettlauf. Ritterverlag, Berlin 1985, ISBN 3-85415-033-4.
- Vorgänge. LWK-Schriftenreihe. Neuburger, Berlin 1985.
- Nachtigall im Aus. Ritninge. Herodot, Göttingen 1987, ISBN 3-88694-521-9.
- Knaben nicht minder. Verlag Gruppe Vis-à-Vis, Berlin 1988, ISBN 3-924040-14-1.